# Telothyria trifurca
Telothyria trifurca là một loài ruồi trong họ Tachinidae.